# Істоур
Істоу́р (рос. Истоур) — присілок у складі Талицького міського округу Свердловської області.
Населення — 69 осіб (2010, 111 у 2002).
Національний склад станом на 2002 рік: росіяни — 87 %.